# Vietnamské lidové námořnictvo
Vietnamské lidové námořnictvo je jednou ze složek ozbrojených sil Vietnamské lidové armády.

## Historie
Vietnamská demokratická republika byla vyhlášena 2. září 1945. Její námořnictvo bylo založeno roku 1955. Oproti konkurenčnímu námořnictvu vietnamské republiky (Jihovietnamské námořnictvo) bylo mnohem slabší. Jeho jádro tvořily sovětské a čínské torpédové čluny, později lehké fregaty a raketové čluny. V letech 1961–1964 bylo dodáno 12 torpédových člunů Projektu 123 (třída P4), které za několik let doplnilo šest jednotek Projektu 183 (třída P6). Tři čluny typu P4 byly roku 1964 potopeny americkým torpédoborcem USS Maddox (DD-731) při Incidentu v Tonkinském zálivu, který se stal záminkou pro zapojení USA do nevyhlášené války proti Severnímu Vietnamu. Své první raketové čluny severovietnamské námořnictvo získalo roku 1972 v podobě tři jednotek sovětského Projektu 183R (třída Komar). Již 19. prosince 1972 byl jeden ztracen v boji.
Po pádu Jižního Vietnamu v dubnu 1975 ukořistilo řadu část plavidel námořnictvo vietnamské republiky, převážně ve špatném stavu. Část plavidel byla zařazena do severovietnamské floty. Jednalo se například o fregatu Trần Khánh Dư (HQ-4) a Phạm Ngũ Lão (HQ-15), minolovky třídy Admirable Kỳ Hoà (HQ-9) a Hà Hồi (HQ-13) byly překlasifikovány na fregaty.
Množství nových plavidel námořnictvo získalo na přelomu 70. a 80. let od Sovětského svazu, který byl blízkým spojencem Vietnamu. Sovětské námořnictvo navíc využívalo vietnamskou základnu Cam Ranh. Roku 1978 byly dodány dvě fregaty Projekt 159 (třída Petya III) a v letech 1981 a 1984 další tři verze Petya II. V letech 1979–1980 převzalo tři výsadkové lodě Projektu 770 (třída Polnocny B), v letech 1979–1981 osm raketových člunů Projektu 205 (třída Osa) a v letech 1979–1983 14 torpédových člunů Projektu 206 (třída Shershen).
K roku 1995 severovietnamské námořnictvo čítalo 7000 osob a provozovalo stárnoucí flotu sovětských plavidel doplněných o ukořistěná jihovietnamská plavidla.

## Složení

### Ponorky

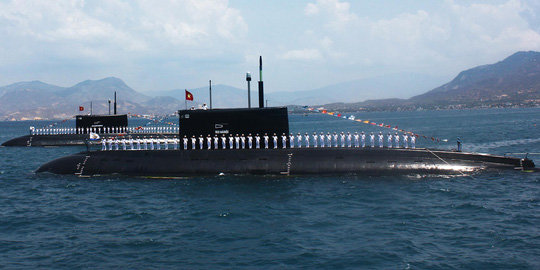
Vietnamské ponorky

- Projekt 636M (třída Kilo)
  - Hanoj (HQ-182)
  - Ho Či Minovo Město (HQ-183)
  - Haiphong (HQ-184)
  - Khanh Hoa (HQ-185)
  - Danang (HQ-186)
  - Ba Ria-Vung Tau (HQ-187)

### Fregaty
- Projekt 11661 (třída Gepard)
  - Đinh Tiên Hoàng (HQ-011)
  - Lý Thái Tổ (HQ-012)
  - Trần Hưng Đạo (HQ-015)
  - Quang Trung (HQ-016)
- Projekt 159 (třída Petya, 5 ks)

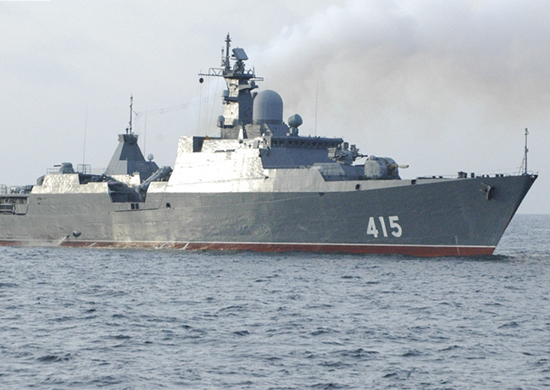
Đinh Tiên Hoàng (HQ-011)

  - HQ-09, HQ-11, HQ-13, HQ-15, HQ-17

### Korvety
- Projekt 1241.8 (třída Tarantul V, 8 ks)
  - HQ-375, HQ-376, HQ-377, HQ-378, HQ-379, HQ-380, HQ-382, HQ-383
- Projekt 1241.RE (třída Tarantul I, 4 ks)
  - HQ-371, HQ-372, HQ-373, HQ-374
- Třída Pchohang
  - HQ-18 (ex Kimčchon)
  - HQ-20 (ex Josu)

### Hlídkové lodě
- HQ-381
- Třída TT-400TP (6 ks)

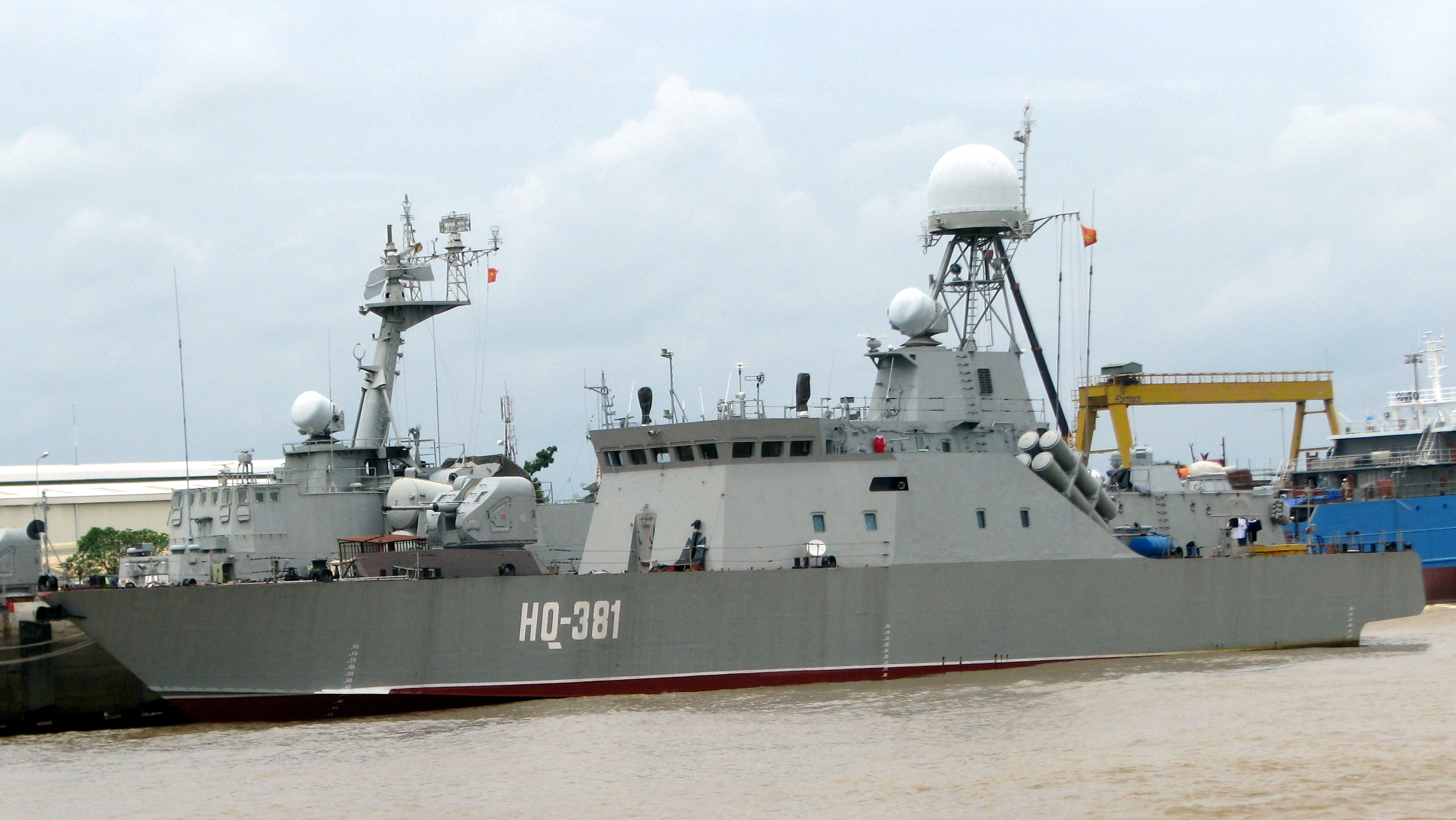
HQ-381

- Projekt 10410 (třída Světljak, 6 ks)
- Projekt 205 (třída Osa, 8 ks)

### Pomocné lodě
- Yết Kiêu (HQ-927) – záchranná loď ponorek typu Damen RGS 9316[5]
- Trần Đại Nghĩa (HQ-888) – hydrografická výzkumná loď typu Damen HSV 6613
- Trường Sa (HQ-571) – transportní loď
- Khánh Hòa-01 (HQ-561) – nemocniční loď
- Lê Quý Đôn (HQ-286) – cvičná plachetnice